# Стрибки у воду на літніх юнацьких Олімпійських іграх 2010 — трамплін, 3 метри (дівчата)
Змагання зі стрибків у воду з триметрового трампліну серед дівчат на літніх юнацьких Олімпійських іграх 2010 відбулися у понеділок 23 серпня 2010 року в Плавальному комплексі Тао Пайо.

## Медалісти
| Золото          | Срібло                      | Бронза                      |
| Лю Цзяо · Китай | Панделела Рінонг · Малайзія | Вікторія Потєхіна · Україна |

## Результати
Змагання проходили 23 серпня. Кваліфікація о 13:30, фінал о 20:30 (UTC+8)
| Місце | Атлет             | Країна    | Кваліфікація | Кваліфікація | Фінал  | Фінал |
| Місце | Атлет             | Країна    | Очки         | Місце        | Очки   | Місце |
| ----- | ----------------- | --------- | ------------ | ------------ | ------ | ----- |
| 1     | Лю Цзяо           | Китай     | 505,35       | 1            | 511,35 | 1     |
| 2     | Панделела Рінонг  | Малайзія  | 439,25       | 2            | 444,15 | 2     |
| 3     | Вікторія Потєхіна | Україна   | 388,55       | 5            | 433,55 | 3     |
| 4     | Памела Варе       | Канада    | 411,45       | 3            | 431,55 | 4     |
| 5     | Ханна Тек         | Австралія | 385,70       | 6            | 428,00 | 5     |
| 6     | Єлена Берточчи    | Італія    | 404,85       | 4            | 411,50 | 6     |
| 7     | К'є Дуонг         | Німеччина | 341,70       | 11           | 387,70 | 7     |
| 8     | Анніка Ленс       | США       | 341,45       | 12           | 380,70 | 8     |
| 9     | Фанні Буве        | Франція   | 353,20       | 8            | 369,60 | 9     |
| 10    | Беннеліс Веласкес | Венесуела | 342,45       | 9            | 359,20 | 10    |
| 11    | Тереза Вальєхо    | Мексика   | 360,35       | 7            | 348,90 | 11    |
| 12    | Полін Дюкре       | Монако    | 341,75       | 10           | 326,45 | 12    |
| —     | Хлоя Чань         | Сінгапур  | 313,95       | 13           | —      | —     |